# Preaek Kroes
Preaek Kroes, tiếng Việt là Sông Kroes, là một xã của huyện Kampong Trach tỉnh Kampot Vương quốc Campuchia.

## Địa lý
Preaek Kroes là một xã giáp biên giới với Việt Nam, phía nam và đông là huyện Giang Thành, Kiên Giang của Việt Nam (đông đông bắc là xã Tân Khánh Hòa, đông là xã Phú Lợi, đông nam là xã Phú Mỹ). Preaek Kroes nằm ngay trên bờ tây bắc sông Giang Thành. Mã hành chính của Preaek Kroes là 07-06-12. Phía đông bắc và bắc của Preaek Kroes lần lượt là các xã Prey Tonle và Sdach Kong Khang Tboung (Sdach Kong Nam) của huyện Banteay Meas tỉnh Kampot. Preaek Kroes tiếp giáp xã Kanthaor Khang Kaeut (Kanthaor Đông) ở phía tây bắc, xã Boeng Sala Khang Cheung (Boeng Sala Bắc) ở phía tây, và xã Boeng Sala Khang Tboung (Boeng Sala Nam) ở phía tây nam. Preaek Kroes gồm các làng (sóc) sau: Preaek Kroes, Preaek Pruos, Leak Chea, Daeum Snay, Kaoh Ta Kov, Preah Trohueng, Kaoh Tnaot.